# Tom Pettitt
Tom Pettitt, igralec pravega tenisa, * 19. december 1859, Beckenham, Anglija, Združeno kraljestvo, † 17. oktober 1946, Newport, Rhode Island, ZDA. 
Pettitt je v Angliji in Franciji treniral pravi tenis, dokler ni leta 1885 izzval svetovnega prvaka Georga Lamberta in ga premagal. Leta 1890 je v Dublinu ubranil naslov prvaka v pravem tenisu in se tekmovalno upokojil. Več kot 25 let je v Bostonu deloval kot učitelj tenisa v več klubih, poleti med letoma 1876 in 1929 tudi v Newportu. Leta 1982 je bil posmrtno sprejet v Mednarodni teniški hram slavnih.